# یواس‌اس فراست (دی‌ئی-۱۴۴)
یواس‌اس فراست (دی‌ئی-۱۴۴) (به انگلیسی: USS Frost (DE-144)) یک کشتی بود که طول آن ۳۰۶ فوت (۹۳ متر) بود. این کشتی در سال ۱۹۴۳ ساخته شد.